# أرنود لوسامبا
أرنود لوسامبا (مواليد 4 يناير 1997)، هو لاعب كرة قدم كونغولي ديمقراطي يلعب كلاعب وسط يلعب حالياً في نادي بني ياس.

## روابط خارجية
أرنود لوسامبا على موقع الاتحاد الأوربي (الإنجليزية)
- أرنود لوسامبا على موقع اتحاد تركيا (لاعب) (الإنجليزية)
- أرنود لوسامبا على موقع رابطة كرة القدم الفرنسية للمحترفين (الإنجليزية)
- أرنود لوسامبا على موقع قاعدة بيانات كرة القدم.إي يو (الإنجليزية)
- أرنود لوسامبا على موقع Soccerway.com (الإنجليزية)
- أرنود لوسامبا على موقع عالم كرة القدم.نت (الإنجليزية)
- أرنود لوسامبا على موقع AS.com (الإسبانية)